# Lan (tråd)
Lan är en utvalsad platt tråd av metall (till exempel guldlan, silverlan, mässingslan). Den används för prydnad, bland annat för galoner. 